# مانويل ماريا ومبارديني
مانويل ماريا ومبارديني (بالإسبانية: Manuel María Lombardini)‏ (و. 1802 – 1853 م) هو سياسي من المكسيك . ولد في مدينة مكسيكو . تولى منصب رئيس المكسيك (8 فبراير 1853–20 أبريل 1853) .
توفي في مدينة مكسيكو .
| المناصب السياسية | المناصب السياسية         | المناصب السياسية |
| ---------------- | ------------------------ | ---------------- |
| سبقه             | رئيس المكسيك 1853 - 1853 | تبعه             |